# Szkoła Podstawowa nr 4 im. Tadeusza Kościuszki w Zduńskiej Woli
Szkoła Podstawowa nr 4 im. Tadeusza Kościuszki – jedna z najstarszych szkół podstawowych w Zduńskiej Woli, o tradycjach sięgających roku 1945. W latach 1999–2017 szkoła funkcjonowała pod nazwą Publiczne Gimnazjum nr 1 im. Tadeusza Kościuszki.

## Historia szkoły
Szkoła Podstawowa nr 4 była jedną z najstarszych szkół w Zduńskiej Woli. Rozpoczęła działalność na przełomie kwietnia i maja 1945 roku, kiedy to przeniesiono uczniów ze Szkoły Podstawowej nr 1 przy ul. Piłsudskiego do starej niegdyś żydowskiej szkoły, która mieściła się w parku miejskim.
Dzieci uczyły się początkowo w bardzo surowych warunkach. Wewnątrz odrapane ściany, wyszczerbione cementowe schody, pośrodku stały słupy z rozkrzyżowanymi ramionami. Na jednego nauczyciela przypadało w tamtych czasach 80 uczniów. W szkole łącznie było 11 klas. Nauczyciele otaczali szczególną opieką sieroty i dzieci, których rodzice nie powrócili jeszcze z wojny. Jednocześnie z powstaniem szkoły zaczęto organizować bibliotekę szkolną. Księgozbiór początkowo składał się z książek zebranych wśród uczniów i nauczycieli.
Z upływem lat przybywało uczniów i mury szkoły stawały się za ciasne. Dzieci czekające na drugą zmianę musiały stać na dworze, bez względu na pogodę. Dlatego kierownik szkoły postanowił rozpocząć starania o rozbudowę i unowocześnienie placówki. We wrześniu 1957 roku przyznano szkole działkę wydzieloną z parku miejskiego. W grudniu 1960 roku oddano do użytku nowe skrzydło. W 1963 roku odbyło się uroczyste odsłonięcie tablicy pamiątkowej związanej z rozbudową szkoły.
W dwusetną rocznicę urodzin Tadeusza Kościuszki szkole nadano jego imię.
W latach siedemdziesiątych realizowano następną inwestycję – budowę sali gimnastycznej. Przekazanie jej społeczności szkolnej odbyło się 25 marca 1975 roku.
Na początku lat osiemdziesiątych na parterze szkoły wmurowano płaskorzeźbę patrona szkoły Tadeusz Kościuszki.
W roku 1999 szkoła została przekształcona w Publiczne Gimnazjum nr 1 im. Tadeusza Kościuszki. Zmiana ta została wprowadzona w wyniku reformy systemu oświaty z 1999 roku. Jako gimnazjum szkoła funkcjonowała do roku 2017, gdy w wyniku reformy systemu oświaty z 2017 roku zlikwidowano szkoły gimnazjalne.
Od 1 września 2016 roku dyrektorem szkoły została pani mgr Iwona Kulisiewicz, w miejsce poprzedniego dyrektora, mgr. Piotra Warchlewskiego.

## Likwidacja szkoły
W roku 2019 pojawiły się pierwsze głosy o możliwej likwidacji placówki. Procedura rozpoczęta została w październiku 2019 roku, gdy podczas sesji rady miasta podjęto uchwałę intencyjną w tej sprawie. Budynek po szkole miałby zostać przekazany na potrzeby Państwowej Szkoły Muzycznej w Zduńskiej Woli. Takim rozwiązaniem zainteresowane było również Ministerstwo Kultury i Dziedzictwa Narodowego.
Finalną decyzję o likwidacji placówki podjęto 20 lutego 2020 roku na sesji rady miasta Zduńskiej Woli.

## Znani absolwenci
- Danuta Dudzińska
- Jolanta Zięba-Gzik
- Konrad Pokora
- Mariusz Wróblewski
- Piotr Warchlewski
- Wiesław Wróblewski